# Stazione di Biei

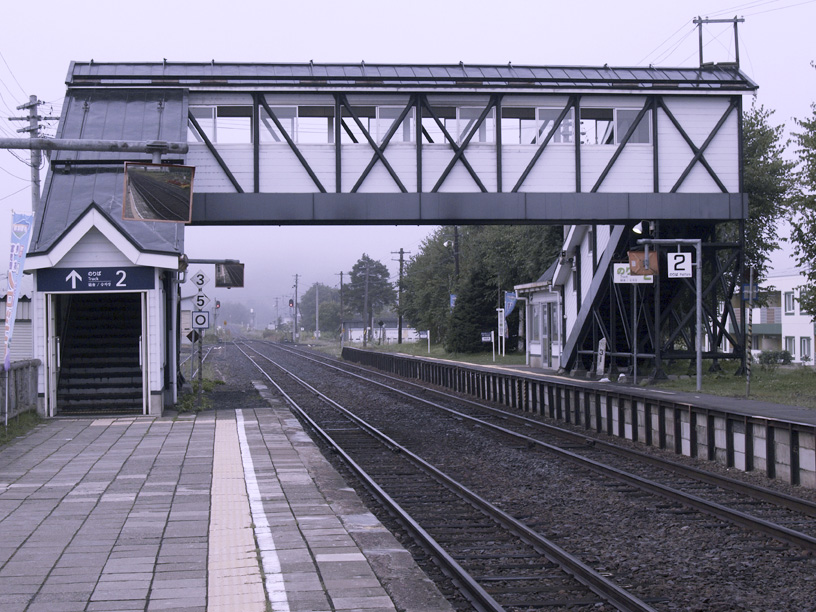
La passerella di collegamento fra i due marciapiedi

La stazione di Biei (美瑛駅?, Biei-eki) è una stazione ferroviaria della cittadina di Biei, nota località turistica dell'Hokkaidō, in Giappone. La stazione si trova lungo la linea Furano, che la collega direttamente con le stazioni di Asahikawa e Furano.

## Linee ferroviarie
JR Hokkaido
■ Linea Furano

## Struttura della stazione
La stazione di superficie dispone di due banchine laterali con due binari passanti. Il fabbricato viaggiatori, realizzato in tufo, a un solo piano, è dotato di un chiosco, un piccolo ristorante di udon e soba, servizi igienici e biglietteria presenziata (aperta dalle 6:30 alle 18:30). Vista l'importanza turistica della zona di Biei, all'interno della stazione gli annunci sonori sono effettuati in giapponese, inglese, cinese e coreano.
| 1 | ■ Linea Furano | per Asahikawa |
| 2 | ■ Linea Furano | per Furano    |

## Stazioni adiacenti
| «            | Servizio     | »            |
| Linea Furano | Linea Furano | Linea Furano |
| ------------ | ------------ | ------------ |
| Bibaushi     | Locale       | Kita-Biei    |